# Archias von Pella
Archias von Pella war ein in der zweiten Hälfte des 4. Jahrhunderts v. Chr. lebender makedonischer Offizier, der am Asienfeldzug Alexanders des Großen teilnahm.
Archias war ein Sohn des Anaxidotos von Pella. Während des Indienfeldzugs Alexanders hatte er 325 v. Chr. die Stelle eines Trierarchen der makedonischen Indus-Flotte unter dem Admiral Nearchos inne. Als Alexander mit dem Großteil des Heeres auf dem Landweg nach Persien zurückmarschierte, segelte Archias auf einem Schiff der unter Nearchos’ Oberkommando stehenden Flotte vom Indus-Delta die Küste entlang zum Persischen Golf. Auf dem Weg dorthin befand sich die Mannschaft aufgrund der mangelhaften Lebensmittel- und Trinkwasserversorgung in einer schwierigen Lage. Nearchos beschloss daher, eine in Ufernähe gelegene befestigte Siedlung eines Küstenstamms zu überrumpeln. Bei der Erstürmung dieses Orts fungierte Archias als stellvertretender Befehlshaber. Allerdings erbeuteten die Seeleute an Vorräten fast ausschließlich Fischmehl. Die Verbindung der Flotte zu Alexander war schon lange abgebrochen. Nachdem sie bei Harmozeia (heute Hormus) gelandet war, begleitete Archias mit etwa sechs weiteren Männern Nearchos landeinwärts. Die kleine Gruppe stieß auf einen von Alexander entsandten Suchtrupp und wurde von diesem zum König geleitet. So nahm Archias an der Wiedersehensfeier von Nearchos und Alexander teil.
323 v. Chr. hielt sich Alexander in Babylon auf, bereitete dort eine Expedition nach Arabien vor und entsandte zuvor mehrere Seeleute, darunter Archias und Androsthenes von Thasos, um die arabische Küste mit einzelnen Schiffen zu erforschen. Als Befehlshaber eines Dreißigruderers gelangte Archias bis zur Insel Tylos (eine der Bahrain-Inseln). Über sein weiteres Schicksal liegt keine Überlieferung vor.